# René de Borst
René de Borst (Den Haag, 22 februari 1958) is de Centenary Professor of Civil Engineering van de University of Sheffield. Hij is bekend om zijn onderzoek op het gebied van breukmechanica en numerieke mechanica.

## Leven en loopbaan
In 1982 voltooide hij zijn opleiding civiele techniek aan de Technische Universiteit Delft (cum laude). Vervolgens werkte hij voor TNO en in 1986 is hij gepromoveerd (cum laude). In 1988 is hij aangesteld als hoogleraar aan de Faculteit Civiele Techniek van de Technische Universiteit Delft. In 1999 werd hij hoogleraar aan de Faculteit Luchtvaart- en Ruimtevaarttechniek. In 2000 is hij benoemd tot universiteitshoogleraar. Van 1998 tot 2007 is hij tevens wetenschappelijk directeur geweest van het Koiter Instituut Delft.
In 2007 is hij voor een periode van vier jaar aangesteld als decaan van de Faculteit Werktuigbouwkunde van de Technische Universiteit Eindhoven. Daarnaast is hij tot 2012 universiteitshoogleraar geweest aan deze universiteit. Van 2012 tot 2016 was hij de Regius Professor of Civil Engineering and Mechanics aan de Universiteit van Glasgow, de oudste leerstoel in de technische wetenschappen in het Verenigd Koninkrijk, in 1840 ingesteld door Koningin Victoria van het Verenigd Koninkrijk. Sinds januari 2016 is hij de Centenary Professor of Civil Engineering aan de University of Sheffield.

## Wetenschappelijke loopbaan
Als wetenschapper heeft De Borst twee boeken en meer dan 300 publicaties op zijn naam staan. Hij is promotor geweest van ruim vijftig promovendi. Daarnaast is hij hoofdredacteur, dan wel adjunct redacteur van meerdere wetenschappelijke tijdschriften, waaronder het International Journal for Numerical Methods in Engineering, het International Journal for Numerical and Analytical Methods in Geomechanics en de Aeronautical Journal, evenals van het standaardwerk Encyclopedia of Computational Mechanics.
Als onderzoeker houdt hij zich bezig met meerdere onderwerpen in de technische mechanica en de technische materiaalkunde, zoals de eigenschappen van rubber en beton, in het bijzonder het maken van wiskundige en numerieke modellen. Zijn belangrijkste onderzoek deed hij op het gebied van breukmechanica (scheurvorming en voortplanting van scheuren), materialen met wrijving en numerieke modellering in de mechanica. Zijn werk is zowel binnen de civiele techniek als binnen de luchtvaarttechniek belangrijk.

## Erkenning
In 1995 ontving hij de Composite Structure Award. In 1996 ontving hij de Max-Planck Forschungspreis en 1998 won hij de Computational Mechanics Award van de International Association of Computational Mechanics. In 1999 ontving hij de Spinozapremie voor zijn onderzoek op het gebied van mechanica. In 2002 werd hij fellow van de International Association of Computational Mechanics en in 2005 werd hij lid van de Koninklijke Nederlandse Akademie van Wetenschappen. In 2010 werd hij fellow van de International Association for Fracture Mechanics of Concrete and Concrete Structures. In 2011 ontving hij de Royal Society Wolfson Research Merit Award en is hij benoemd tot Officier dans l'ordre national du Mérite vanwege zijn inzet om de relaties tussen het Nederlandse en het Franse onderwijs en onderzoek te verbeteren. Hij was onder andere in deeltijd werkzaam als Directeur de Recherche bij het Centre National de la Recherche Scientifique en was jurylid bij de Agence nationale de la recherche en het Institut universitaire de France.. In 2012 werd hij fellow van de Institute of Civil Engineers in het Verenigd Koninkrijk. Sinds 2013 is hij fellow van de Royal Society of Edinburgh en sinds 2014 is hij lid van de European Academy of Sciences and Arts. In 2015 is hem een eredoctoraat verleend van het Institut national des sciences appliquées de Lyon. In hetzelfde jaar heeft de Japanese Society for Computational Engineering Science (JSCES) hem de Grand Prize verleend, is hij gekozen als fellow van de Royal Academy of Engineering en ontving hij een Advanced Grant van de Europese onderzoeksraad (ERC). Hij ontving de O.C. Zienkiewicz Medal van de Polish Association for Computational Mechanics in 2017 en werd erelid van de Italian Group of Fracture in 2019. Sinds 2023 is hij een fellow van de European Academy of Sciences.

## Publicaties (selectie)
- Hoofdredacteur, met Erwin Stein, Thomas J. R. Hughes Encyclopedia of Computational Mechanics, eerste druk, Wiley 2004, tweede druk, Wiley 2018.
- Redacteur met Ekkehard Ramm: Multiscale methods in computational mechanics, Springer 2010 (met daarin R. de Borst Borst, M. V. Cid Alfaro, A. S. J. Suiker Multiscale Modelling of the Failure Behaviour of fibre reinforced laminates)
- Fundamentals of Discretization Methods, Computational methods in buckling and instability in Richard Blockley, Wei Shyy (Hrsg.) Encyclopedia of Aerospace Engineering, Band 3, Wiley 2010
- met J. J. C. Remmers Numerical models for self healing mechanisms, in S. van der Zwaag Self Healing Materials An Alternative Approach to 20 Centuries of Materials Science, Springer Series in Materials Science , Vol. 100, 2007
- met J. J. C. Remmers Numerical Modelling: Delamination buckling, in A. Vlot, J. W. Gunnink Fibre Metal Laminates - an introduction, Kluwer, 2001, S. 281-297
- met M. G. D. Geers, R. H. J. Peerlings Computational Fracture Mechanics in Concrete Technology,in A. Carpenteri, M. Aliabadi Computational damage mechanics, 1999, S. 23-69
- met M. G. D. Geers, R. H. J. Peerlings, W. A. M. Brekelmans Material Instabilities in Solids, in R. de Borst, E. van der Giessen (Herausgeber) Higher-order damage models for the analysis of fracture in quasi-brittle materials, Wiley 1998, S. 405-423
- met J. J. C. Remmers, A. Needleman The simulation of dynamic crack propagation using the cohesive segments method, J. Mech. Phys. Solids, Band 56, 2008, S. 70-92
- Challenges in computational materials science: Multiple scales, multi-physics and evolving discontinuities, Comp. Mat. Sci., Band 43, 2008, S. 1-15

- Bibsys: 90205090
- Bibliothèque nationale de France: cb134895385 (data)
- CiNii: DA11525221
- Digitale Bibliotheek voor de Nederlandse Letteren: bors056
- DBLP: 74/6195
- Gemeinsame Normdatei: 1034650610
- International Standard Name Identifier: 0000 0001 1242 8061
- Library of Congress Control Number: n98054450
- NARCIS: PRS1236908
- Nationale Bibliotheek van Tsjechië: ntk2010458108
- Nationale Bibliotheek van Israël: 987007448430505171
- Nationale en Universitaire bibliotheek Zagreb: 000718201
- Nederlandse Thesaurus van Auteursnamen: 072272473
- ORCID: 0000-0002-3457-3574
- Système universitaire de documentation: 035812621
- Virtual International Authority File: 163819224
- WorldCat: E39PBJw8RCVQRqbPqwb8pWd84q